# Synagoge Jemgum
Die ehemalige Synagoge in Jemgum ließ die örtliche Gemeinde im Jahre 1810 errichten. Die Synagoge wird in Berichten bis 1930 immer wieder als baufällig erwähnt. Danach endet die Überlieferung über ihren Zustand.

## Geschichte
Ab dem frühen 17. Jahrhundert sind jüdische Einwohner in Jemgum nachweisbar. Wahrscheinlich bestand zunächst eine kultusmäßige Bindung an die erheblich größere jüdische Gemeinde Emden, deren Friedhof auch die Jemgumer nutzten. Ab 1670 scheinen sich die Jemgumer Juden mit der Anlage des jüdischen Friedhofs in Smarlingen der Weeneraner Gemeinde angeschlossen zu haben.
Eine eigenständige Gemeinde bildete sich wohl zu Beginn bzw. Mitte des 18. Jahrhunderts. 1757 wird erstmals ein im Ort ansässiger Rabbi genannt, ab 1779 wird ein Vorsinger in der jüdischen Gemeinde erwähnt. Die Gottesdienste fanden allerdings bis zum Bau einer eigenen Synagoge im Jahr 1809 in einem jüdischen Privathaus in der Langen Straße statt. Gemeindeeigene Einrichtungen hat es zu dieser Zeit noch nicht gegeben. Auch die Ritualbäder befanden sich in privaten Haushalten, was manchmal zu Konflikten über die Nutzung führte.
Unter französischer Herrschaft verbesserte sich zum Beginn des 19. Jahrhunderts die rechtliche Lage für Juden in Ostfriesland. 1809 erwarb die Jemgumer Judenschaft ein Haus an der Langen Straße (heute: Lange Straße 62) schräg gegenüber der Einmündung in die Sielstraße. Im Garten dieses Hauses ließ sie ein Jahr später „mit ansehnlicher Beihülfe des großen Rothschild“ eine Synagoge errichten.
Durch die geringe Größe der Jemgumer Gemeinde sowie der schwachen Wirtschaftskraft ihrer Mitglieder musste das Gebäude schon kurze Zeit später versteigert werden, wurde allerdings mit auswärtiger Hilfe zurückerworben. Neben der Synagoge unterhielt die Gemeinde ab 1846 auch eine Elementarschule mit einem Lehrer, die aber wohl kurz danach geschlossen wurde, denn 1852 besuchten die zwölf jüdischen Kinder die örtliche Schule.
Spätestens ab 1858 konnte in der Synagoge „wegen Geringzähligkeit der Gemeindemitglieder“ kein regelmäßiger Gottesdienst mehr abgehalten werden. In einem Gutachten eines Jemgumer Maurermeisters wird sie 1869 als „total verfallene Kirche“ beschrieben. Danach gab es eine Sammlung für die Renovierung der Kirche, die scheinbar erfolgreich war, denn ab den 1870er Jahren fanden wieder sporadisch Gottesdienste in Jemgum statt. Einen vollständigen jüdischen Gottesdienst abzuhalten war nur durch die Teilnahme auswärtiger Juden möglich, da nur so die Mindestanzahl von zehn Betern (Minjan) zusammenkam. Deshalb befürwortete der Landesrabbiner 1898 den Anschluss an die Nachbargemeinde in Weener, was die Jemgumer aber ablehnten. In Jemgum konnte danach weiterhin nur unregelmäßig ein Gottesdienst abgehalten werden. 1905 fand erstmals das ganze Jahr über keiner statt. 1910 wurde der letzte Synagogenvorsteher ernannt. Spätestens ab 1917 wurde gar kein Gottesdienst mehr abgehalten. Danach verblieb das Gebäude im Besitz der Gemeinde, verfiel aber immer mehr. In den 1920er Jahren vermietete die Gemeinde das Wohnhaus und die ehemalige Synagoge an eine Jemgumer Familie.
1930 wird die Synagoge letztmals genannt. Bei den Novemberpogromen 1938 gab es in Jemgum Übergriffe gegen die örtlichen Juden, zu einer „Aufholung“, wie sie in den anderen jüdischen Gemeinden passierte, ist es in Jemgum offenbar nicht gekommen. Die Synagoge, obgleich immer noch in Gemeindebesitz war wohl in einem derart schlechten Zustand, dass diese schon kein Angriffsziel mehr bildete. Sie war bereits seit zwei Jahrzehnten nicht mehr genutzt worden und befand sich versteckt hinter mehreren eng nebeneinanderstehenden Gebäuden am östlichen Ende der Langen Straße. Möglicherweise war das baufällige Gebäude aber auch schon längst abgebrochen, was spätestens während des Krieges geschah. Das Grundstück ging in private Hände über.